# Квартет Татраи
Квартет Татраи (венг. Tátrai Vonósnégyes) — венгерский струнный квартет, действовавший в 1946—1994 гг. Был основан скрипачом Вильмошем Татраи и заполнил, как отмечает современный специалист, лакуну в венгерской музыкальной жизни, образовавшуюся в результате эмиграции участников ведущих довоенных венгерских квартетов: Квартета Вальдбауэра-Керпея и Квартета Шандора Вега.
Известен одной из наиболее полных и наиболее вдохновенных записей квартетов Гайдна, а также всех квартетов Людвига ван Бетховена (рецензент журнала Gramophone, отмечая преимущество трактовки Квартета Татраи перед версией Будапештского квартета, замечает: «они схватывают пространные фразы Бетховена с непринуждённой лёгкостью»), Белы Бартока и Золтана Кодаи. Последний концерт квартета состоялся 10 января 1994 года.
В общей сложности за свою историю квартет дал 2331 концерт, из которых 1667 в Венгрии, а остальные за границей, в том числе 125 в ФРГ, 93 в Великобритании, по 68 в ГДР и Австрии, 49 в Италии, 46 во Франции, 41 в Бельгии, по 29 в Нидерландах и СССР.  В репертуар коллектива входило 360 сочинений.

## Состав
Первая скрипка:
- Вильмош Татраи

Вторая скрипка:
- Альберт Реньи
- Михай Сюч (с 1955 г.)
- Иштван Варконьи

Альт:
- Йожеф Иваньи
- Дьёрдь Конрад

Виолончель:
- Вера Денеш (1946—1952)
- Эде Банда (с 1952 г.)